# Terezská brána
Terezská brána (německy Theresientor) je jednou z bran pevnosti Olomouc. Nachází se na západní straně bývalého fortifikačního systému, na Palachově náměstí. Samostatně stojící barokně-klasicistní brána je od roku 1958 chráněna jako památkový objekt městské památkové rezervace Olomouc.

## Historie

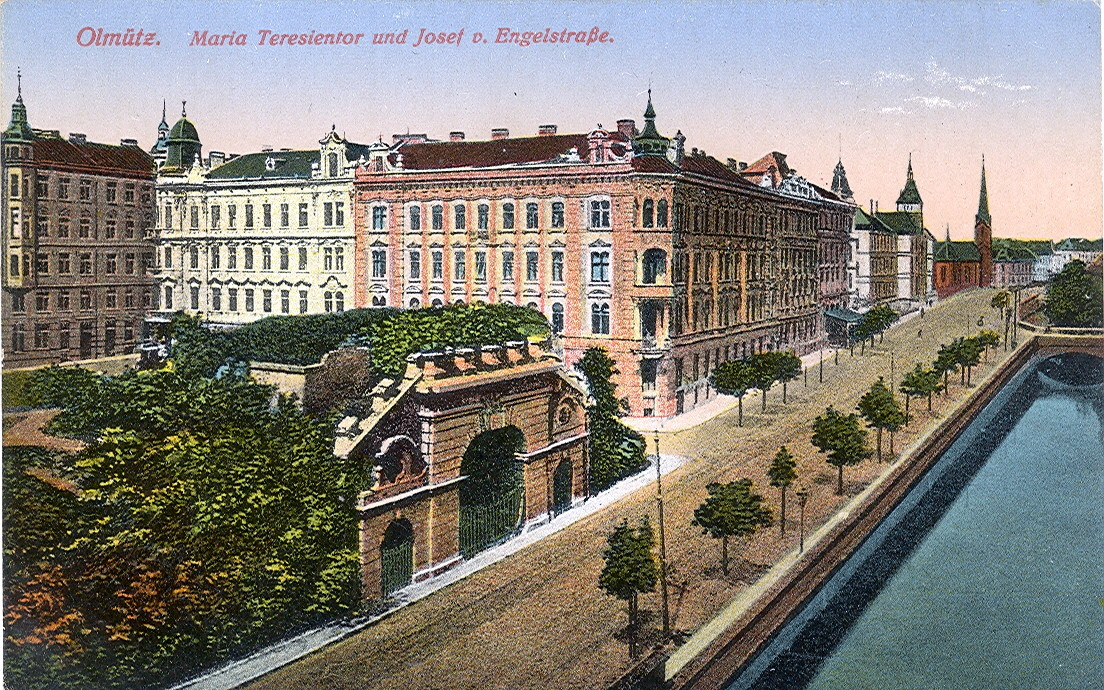
Brána v roce 1914

Barokní cihlová brána s kamenosochařskou výzdobou pochází z 50. let 18. století. Vznikla podle návrhu stavitele Pierra Bechade de Rochepine a svůj název má podle Marie Terezie, na jejíž počest byla pojmenována při příležitosti návštěvy města císařovnou 9. září 1754.
Jednalo se o historicky nejvýznamnější bránu pevnosti, neboť cesta, kterou střežila, směřovala k Brnu a hlavnímu městu Vídni. Terezská brána byla postavena uprostřed městských hradeb mezi dvěma staršími branami, které tvořily vnitřní obranný systém města. V prodloužené ose vjezdu brány směrem k městu existovalo přemostění přes dnes již neexistující Mlýnský potok. Dále vedl od Terezské brány do prostoru průčelí dlouhý dřevěný most přes hradební příkop a přes snížený terén, a to asi v délce 75 metrů. Most byl obklopen systémem příkopů, které se mohly v případě potřeby zatopit vodou.
Jako jediná byla zachována do dnešních dní, ačkoliv v závěru 19. století, kdy bylo rozhodnuto o stržení řady bran bývalé olomoucké pevnosti, se často diskutovalo o jejím odstranění. Pro zachování brány se postavil i urbanista Camillo Sitte, který navrhl urbanistický plán Olomouce na přelomu století. Nakonec byla roku 1898 brána opravena nákladem 600 rakouských korun. Pro pravidelnou dopravu přestala brána sloužit v roce 1883. Roku 2009 byla kompletně rekonstruována. V roce 2016 rozhodlo město Olomouc o dobudování padacího mostu k bráně a vodního příkopu.

## Popis
Terezská brána má podobu antického triumfálního oblouku završeného trojúhelníkovým štítem zdobeným plastickým reliéfem císařského orla. Také široké pilastry po obou stranách hlavního průjezdu jsou zdobeny reliéfy odkazujícími na sílu a vojenské úspěchy císařství. Cihlová brána na obdélníkovém půdoryse o rozměrech 9,2×17,6 metru a výšce asi 9 metrů má fasádu z pískovcových kamenů, střecha je pokryta jílovým mazem s trávníkovým drnem. Původně měla tři vstupní otvory: uprostřed byl hlavní vjezd pro povozy, boční menší vstupy sloužily pro pěší a vojenskou stráž. Bohatá výzdoba průčelí z pískovce se symbolikou vojenské zbroje a trofejí je doplněna nápisem (ve směru do parku) umístěným ve vlysu pod římsou, který je proveden z kovových písmen a zní: „MDCCLIII – M. THERESIA – D.G.R.I.G.H.B.R.“
Brána stojí na původním místě, po stranách zůstaly zachovány zbytky cihlových městských hradeb. Od roku 1943, kdy byl branou vyprojektován podélný průchod, je součástí komunikace pro pěší.